# Référendum néo-zélandais de 2013
Le référendum néo-zélandais de 2013 est un référendum d'initiative citoyenne, réalisé par vote postal, ayant eu lieu du 22 novembre au 13 décembre 2013. Il porte sur la vente des participations que détient l'État néo-zélandais dans des entreprises publiques. La question exacte du référendum est : "Do you support the Government selling up to 49 per cent of Meridian Energy, Mighty River Power, Genesis Power, Solid Energy and Air New Zealand?", qui pourrait être traduit en : Soutenez-vous le gouvernement dans la vente de 49 % de Meridian Energy, Mighty River Power, Genesis Power, Solid Energy et Air New Zealand?

## Contexte
La vente des participations d'entreprises publiques est une politique inscrite au programme de la coalition réélue au gouvernement en 2011. 
La constitution du référendum est menée après la création d'une pétition ayant reçu 393 000 signatures en mars 2013, soutenue notamment par le Parti vert d'Aotearoa Nouvelle-Zélande et le Parti travailliste néo-zélandais. La tenue d'un référendum nécessite 10 % du corps électoral soit environ 310 000 signatures. 
En avril, Mighty River Power est partiellement introduit en bourse. En septembre Meridian Energy est partiellement privatisé. Le 18 et 19 novembre 2013, l'État néo-zélandais réduit sa participation de 73 % à 53 % dans Air New Zealand.

## Référendum
Le référendum a eu une participation de 45,07 % avec 1 368 925 de votes comptabilisés pour un corps électoral de 3 037 405 de personnes. Le coût du référendum a atteint 9 millions de dollars néo-zélandais. 32,4 % des votants ont répondu oui à la question posée, soit 442 985 personnes, alors que 67,3 % ont répondu négativement, soit 920 188 personnes. Le référendum étant un référendum initiative citoyenne, le gouvernement n'est pas contraint d'appliquer son résultat. Le gouvernement a annoncé en mars 2014, la privatisation partielle de Genesis Power.